# Пашуки (Ровненская область)
Пашуки (укр. Пашуки) — село, входит в Гощанскую поселковую общину Ровненского района Ровненской области Украины.
Население по переписи 2001 года составляло 230 человек. Почтовый индекс — 35452. Телефонный код — 3650. Код КОАТУУ — 5621287120.